# She's So Cold
«She's So Cold» —en español: «Ella es tan fría»— es una canción de la banda inglesa de rock The Rolling Stones, compuesta por Mick Jagger y Keith Richards, lanzada el 19 de septiembre de 1980 como el segundo sencillo del álbum Emotional Rescue.
La grabación de la canción comenzó a inicios de 1979, del 22 de enero al 12 de febrero. El sencillo trepó hasta el puesto # 33 en el UK Singles Chart y al # 26 en el Billboard Hot 100 de los Estados Unidos en noviembre de 1980. Junto con las pistas, «Dance (Pt. 1)» y «Emotional Rescue», «She's So Cold» llegó al puesto # 9 en el Disco Top 100.
Debido a la letra "she's so goddamned cold" (Ella está malditamente fría), el sencillo promocional de 45 enviado a las emisoras de radio presentaba una versión editada denominada "clean version" en el lado A. En el lado B mostraba la versión sin censura identificada como "the GD version".
El cantante, músico y compositor británico Chris Martin nombró a «She's So Cold» como su canción favorita de The Rolling Stones.

## Personal
Acreditados:
- Mick Jagger: voz principal y coros.
- Keith Richards: guitarra principal y coros.
- Ron Wood: guitarra rítmica y coros.
- Bill Wyman: bajo.
- Charlie Watts: batería.
- Bobby Keys: saxofón.

## Posicionamiento en las listas
| Listas (1980)                         | Mejor posición |
| ------------------------------------- | -------------- |
| Australia (Kent Music Report)         | 49             |
| Canadá (RPM)                          | 11             |
| Estados Unidos (Billboard Hot 100)    | 26             |
| Irlanda (IRMA)                        | 24             |
| Nueva Zelanda (Recorded Music NZ)     | 26             |
| Países Bajos (Mega Single Top 100)    | 23             |
| Reino Unido (Official Charts Company) | 33             |

## En la cultura popular
Esta canción fue presentada en Los Simpson, en el episodio "How I Spent My Strummer Vacation".